# Æthelweard (Sherborne)
Æthelweard († zwischen 910 und 918) war Bischof von Sherborne. Er wurde 910 zum Bischof geweiht und trat sein Amt im gleichen Jahr an. Er starb zwischen 910 und 918.